# Caídos en el infierno
Caídos en el infierno  es una película en blanco y negro de Argentina dirigida por Luis César Amadori sobre su propio guion según la novela homónima de Michael Valbeck que se estrenó el 20 de agosto de 1954 y que tuvo como protagonistas a Laura Hidalgo, Eduardo Cuitiño, Alberto de Mendoza y Guillermo Battaglia.

## Sinopsis
Por ambición una mujer sacrifica su verdadero amor y se casa con un hombre de fortuna.

## Reparto
- Laura Hidalgo …Wanda
- Eduardo Cuitiño …Guillermo Brandsen
- Alberto de Mendoza …Adrián Villar
- Guillermo Battaglia …Mauro Cogan
- Domingo Sapelli …Inspector Nielsen
- Irma Roy …Hilda Villar
- Susana Campos …Renata Brissol
- Mario Lozano …Stefano
- Pedro Laxalt …Dr. Mateo
- Margarita Burke …Mucama
- Jesús Pampín …Policía
- Chita Foras …Mujer en fiesta
- Nino Persello …Hombre en fiesta
- Juan Alighieri …Empleado agencia de viajes
- Elvira Moreno
- Maruja Lopetegui
- Osvaldo María Cabrera
- Francisco Martino
- Félix Albarracín
- Gladys Benvenuto
- Víctor Hugo Funes
- Teodoro Klein
- Nelda Garnelo

- Jorge Rigaud

## Comentarios
La Nación dijo en su crónica sobre el filme:

”Notable vigor en un drama… los personajes adquieren en este film un carácter y un relieve intensos.”

Noticias Gráficas por su parte opinó:

”Las figuras que integran el reparto….no valorizan las situaciones o no obtienen de los diálogos el partido correspondiente.”